# Tolpia mccabei
Tolpia mccabei là một loài bướm đêm thuộc họ Erebidae. Nó được tìm thấy ở Borneo.
Sải cánh dài khoảng 13 mm. The forewing is rounded, very broad và dark brown.
Cánh sau màu nâu xám và phía dưới nâu đồng nhất.